# Zoubida Laayouni
Zoubida Laayouni (* 5. Februar 1956) ist eine ehemalige marokkanische Diskuswerferin und zählt zu den erfolgreichsten Leichtathleten ihres Landes.
Sie gewann in ihrer langen aktiven Karriere sechs Afrikameistertitel und stellte am 20. März 1994 in Meknès mit 56,94 Metern den noch heute (Stand: August 2012) gültigen Landesrekord auf. Viermal wurde sie für den Leichtathletik-Weltcup nominiert (1979 in Montreal, 1981 in Rom, 1985 in Canberra und 1989 in Barcelona); allerdings belegte sie stets den achten bzw. neunten und somit letzten Platz.